# Elecciones generales de Japón de 2012
Las 46ª elecciones a la Cámara de Representantes (第46回衆議院議員総選挙 Dai-yonjūrokkai Shugiin-giin sōsenkyo?) se llevaron a cabo en Japón el 16 de diciembre de 2012, nueve meses antes del final oficial de la legislatura.
Estas elecciones parlamentarias se realizaron en una situación política difícil, el país ha tenido seis primeros ministros en tan sólo seis años, desde 2006, mientras que los dos grandes partidos, el Partido Democrático de Japón (PDJ), en el poder desde 2009, y el Partido Liberal Democrático (PLD), que ha gobernado casi siempre experimentando numerosas deserciones previamente y la disidencia que llevan a una ruptura del paisaje político.
La Cámara de Representantes fue disuelta el 16 de noviembre de 2012, por el emperador Akihito, y, a propuesta del primer ministro, Yoshihiko Noda.

## Resultados[4]
El resultado de la elección dio una victoria arrolladora al centroderechista Partido Liberal Democrático, que regresaba así al poder, y a su socio de coalición, el partido budista Nuevo Komeito, consiguiendo la mayoría de dos tercios suficiente para impulsar reformas de la Constitución. El triunfo de las fuerzas de derechas, que se hicieron con cinco de cada seis escaños de la Cámara de Representantes, quedó redondeado con el ascenso del Partido de la Restauración, escisión del sector duro del PLD que presentó como candidato al gobernador de Tokio, Shintarō Ishihara.
El partido gobernante, el Democrático, se despedía del poder al perder el ochenta por ciento de los escaños de los conseguidos por Yukio Hatoyama en 2009. El resto de la izquierda minoritaria también retrocedió.
|  | 27.62 % |

|  | 43.01 % |

|  | 11.83 % |

|  | 1.49 % |

|  | 39.45 % |

|  | 44.50 % |

|  | 20.38 % |

|  | 11.64 % |

|  | 8.77 % |

|  | 4.71 % |

|  | 29.15 % |

|  | 16.35 % |

|  | 16.00 % |

|  | 22.81 % |

|  | 0.12 % |

|  | 0.20 % |

|  | 16.12 % |

|  | 23.01 % |

|  | 5.69 % |

|  | 5.02 % |

|  | 6.13 % |

|  | 7.88 % |

|  | 1.69 % |

|  | 2.36 % |

|  | 0.76 % |

|  | 0.58 % |

|  | 0.53 % |

|  | 0.22 % |

|  | 0.11 % |

|  | 0.03 % |

|  | 0.01 % |

|  | 0.01 % |

|  | 0.00 % |

|  | 0.00 % |